# Dialetto monegasco
Il monegasco (nome nativo monegasco o munegascu; AFI: /muneˈɡasku/) è un dialetto della lingua ligure. Assai affine al vicino dialetto intemelio della provincia di Imperia, è riconosciuto come lingua nazionale del Principato di Monaco.

## Tipologia e diffusione

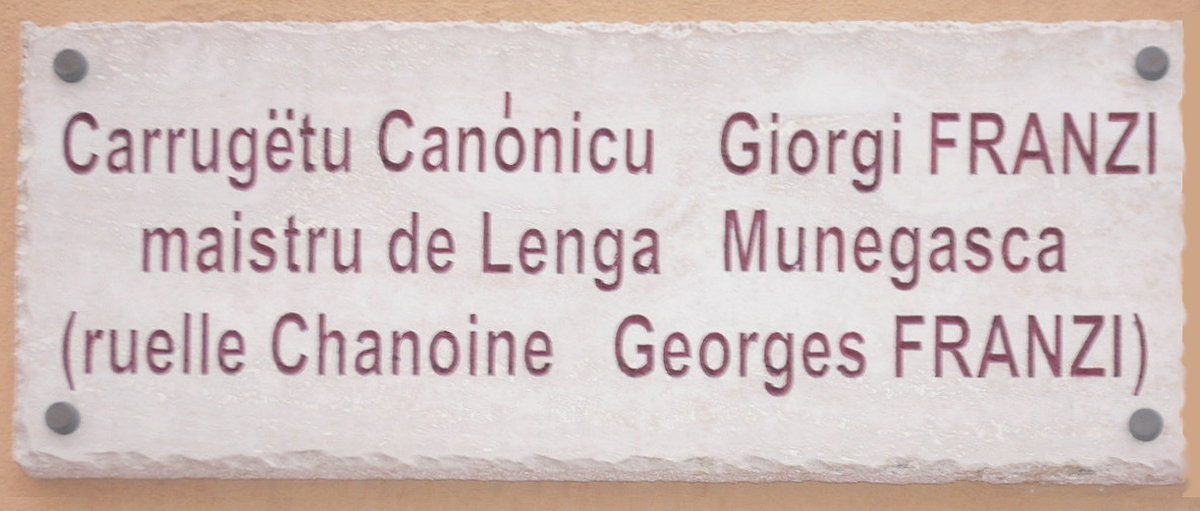
Segnaletica bilingue (monegasco/francese) nel centro storico di Monaco.

Il Principato di Monaco deve la propria specificità linguistica tradizionale al controllo del territorio da parte dei Genovesi dal 1191 e, soprattutto, alla reggenza del paese da parte della signoria dei Grimaldi a partire dal 1297, che comportò il ripopolamento da parte di persone provenienti dalla vicina Riviera di Ponente ligure.
La classificazione scientifica individua il monegasco come subvarietà del ligure intemelio, cui rimane del tutto affine nonostante qualche modesto influsso, prevalentemente lessicale, dall'occitano, a causa di una forte immigrazione soprattutto nei dintorni della Rocca. Dal momento che la continuità territoriale con l'area linguistica ligure è garantita da alcune caratteristiche del dialetto di Mentone, non si considera quella monegasca come una enclave ligure in territorio occitanofono.
Già in forte declino agli inizi del XX secolo (e dichiarato praticamente estinto negli anni 1960), il monegasco ha conosciuto un rinnovato interesse a partire dagli anni 1920: nel 1924 fu fondato il Comité National des Traditions Monégasques / Comitau Naçiunale d'ë Tradiçiue Munegasche, avente come obiettivo, fra gli altri, anche lo studio e la promozione della parlata locale; dal punto di vista letterario, il contributo maggiore fu dato da Louis Notari (1879-1961) mediante la scrittura di un «poema nazionale», A legenda de Santa Devota (1927), nel velleitario intento di risollevare le sorti della lingua.
A partire dal 1976 il monegasco è ufficialmente presente come materia di insegnamento negli istituti scolastici inferiori, mentre nel 1994 è stata istituita una Commission pour la langue monégasque che ne ha portato, fra l'altro, alla fissazione di uno standard ortografico, alla stesura di una grammatica e alla realizzazione di altri strumenti normativi.

## Grammatica

### Articoli
Come altre lingue romanze, il dialetto monegasco possiede tre tipi di articoli: determinativo, indeterminativo e partitivo.

#### Articoli determinativi
In monegasco gli articoli determinativi possono iniziare sia in vocale (u, a, i, ë) che in ř- (řu, řa, ři, řë) e la scelta tra questi due tipi di articolo è dovuta o all'eufonia o a particolari sfumature della frase; inoltre l'elisione può avvenire solo nelle forme al singolare e mai al plurale (salvo eccezioni legate all'eufonia).
|       | Masc.    |           | Fem.     |            |
| ----- | -------- | --------- | -------- | ---------- |
| Sing. | u fœgu   | ř'omu     | a mařina | řa casa    |
| Plu.  | i bateli | ři aujeli | ë sciúře | řë campane |

Se l'articolo è preceduto dalle preposizioni de (specificazione), a (stato in luogo) e da (moto da luogo e stato in luogo), forma delle preposizioni articolate.
| +  | u/řu | a/řa | i/ři | ë/řë |
| -- | ---- | ---- | ---- | ---- |
| de | d'u  | d'a  | d'i  | d'ë  |
| a  | au   | â    | ai   | aë   |
| da | dau  | d'a  | dai  | daë  |

#### Articoli indeterminativi e partitivi
Gli articoli indeterminativi sono ün/üna, mentre l'unico articolo partitivo è de.

### Pronomi

#### Pronomi personali
Nel dialetto monegasco i pronomi personali sono suddivisi in base alla persona, al genere (per le terze persone), ed il numero. I pronomi della terza persona, inoltre, possono essere sostituiti, come in francese, con gli articoli determinativi lu, la, li, lë.
|     | Sing     | Plu      |
| --- | -------- | -------- |
| I   | min      | nui      |
| II  | tü       | vui      |
| III | ëlu /ëla | ëli /ële |

#### Pronomi possessivi
| Sing | Masc.  | Fem.   | Plul | Masch. | Fem.   |
| ---- | ------ | ------ | ---- | ------ | ------ |
| I    | me     | mèa    |      | mèi    | mèe    |
| II   | to     | toa    |      | toi    | toe    |
| III  | so     | soa    |      | soi    | soe    |
| Plu. |        |        |      |        |        |
| I    | nostru | nostra |      | nostri | nostre |
| II   | vostru | vostra |      | vostri | vostre |
| III  | so     | soa    |      | soi    | soe    |

### Numeri

#### Cardinali[7]
- 0 zeru
- 1 ün / üna
- 2 dui / due
- 3 trei / tre
- 4 qatru
- 5 çinqe
- 6 sei
- 7 sete
- 8 œtu
- 9 nœve
- 10 de̍ije

## Grafia
Sebbene sia una variante del ligure, il monegasco ha una grafia più simile a quella italiana rispetto a quella della lingua da cui deriva. Non vi sono le consonanti k, w e x, mentre q viene usato solo in presenza di parole dalla particolare etimologia (es. qandu "quando"). Una particolarità è il grafema ë, utilizzato sia per indicare la vocale quasi anteriore quasi chiusa non arrotondata sia per distinguere due parole ritenute da alcuni omofone (es. mira "bersaglio"/mëra "mela"/mera "sindaco").
Alcuni rappresentato il suono /ʁ/ (rappresentato dalla -r- intervocalica) o con il grafema ř o con il grafema l .
| Lettera | Suono IPA  | Digrammi possibili | Note             |
| ------- | ---------- | ------------------ | ---------------- |
| A a     | /a/        |                    |                  |
| B b     | /b/        |                    |                  |
| C c     | /k; t͡ʃ/    | Ch ch              | Come in italiano |
| Ç ç     | /s/        |                    |                  |
| D d     | /d/        |                    |                  |
| E e     | /e/        |                    |                  |
| Ë ë     | /ɪ; i; e/  |                    |                  |
| F f     | /f/        |                    |                  |
| G g     | /ɡ; dʒ; ʎ/ | Gh gh/Gl gl        | Come in italiano |
| H h     |            |                    | Come in italiano |
| I i     | /i/        |                    |                  |
| J j     | /ʒ/        |                    |                  |
| L l     | /l/        |                    |                  |
| M m     | /m/        |                    |                  |
| N n     | /n/        |                    |                  |
| O o     | /o/        |                    |                  |
| Œ œ     | /e/        |                    |                  |
| P p     | /p/        |                    |                  |
| Q q     | /k/        | Qu qu              | Come in italiano |
| R r     | /r; ʁ/     |                    |                  |
| S s     | /s; ʃ/     | Sc sc/Scc scc      | Come in italiano |
| T t     | /t/        |                    |                  |
| U u     | /u/        |                    |                  |
| Ü ü     | /y/        |                    |                  |
| V v     | /v/        |                    |                  |
| Y y     | /j/        |                    |                  |
| Z z     | /z/        |                    |                  |

## Scrittori in monegasco
- Louis Abbiate
- Georges Franzi
- Louis Notari